# Herb powiatu dębickiego
Herb powiatu dębickiego – jeden z symboli powiatu dębickiego, autorstwa Alfreda Znamierowskiego, ustanowiony 25 października 1999, ponownie 29 września 2000.

## Wygląd i symbolika
Herb przedstawia na tarczy dwudzielnej srebrną belką falistą w skos w polu górnym czerwonym srebrnego gryfa, natomiast w polu dolnym błękitnym lilię srebrną. Pas symbolizuje Wisłokę, natomiast poszczególne elementy pochodzą z herbów miast powiatu, odpowiednio: Dębicy i Pilzna.